# تاتة رشيد (مقاطعة دهغلان)
تاتة رشيد (بالفارسية: تاته رشید) هي قرية تقع في قسم قوري تشاي الريفي (مقاطعة دهغلان) في إيران. يقدر عدد سكانها بـ 235 نسمة بحسب إحصاء 2016.